# Edward Gruszka
Edward Jan Gruszka (ur. 13 października 1957 w Bielsku-Białej) – polski żołnierz w stopniu generała broni. 27 stycznia 2017 zakończył zawodową służbę wojskową i przeszedł w stan spoczynku.

## Awanse
- generał brygady – 2002[3]
- generał dywizji – 2006[4]
- generał broni – 2010[5].

## Wykształcenie
- Wyższa Szkoła Oficerska Wojsk Zmechanizowanych – 1980;
- Wyższy Kurs Doskonalenia Oficerów – 1985;
- Akademia Obrony Narodowej – 1991;
- Podyplomowe Studium Operacyjno-Strategiczne (AON), Warszawa – 2000.

## Stanowiska
- dowódca plutonu rozpoznawczego – 6 Brygada Desantowo-Szturmowa;
- dowódca kompanii szturmowej – 6 Brygada Desantowo-Szturmowa;
- oficer operacyjny – 6 Brygada Desantowo-Szturmowa;
- szef sztabu – 18 Bielski Batalion Desantowo-Szturmowy;
- szef wydziału operacyjnego – 6 Brygada Desantowo-Szturmowa;
- szef sztabu – PKW Syria – POLBATT;
- dowódca – PKW Syria – POLBATT;
- dowódca – PKW Bośnia i Hercegowina;
- szef wydziału szkolenia bojowego – Krakowski Okręg Wojskowy;
- zastępca dowódcy – Brygada Nordycko-Polska w Bośni i Hercegowinie;
- dowódca – 25 Brygada Kawalerii Powietrznej;
- szef sztabu – 2 Korpus Zmechanizowany w Krakowie
- styczeń-lipiec 2004 dowódca polskiej brygady w Wielonarodowej Dywizji-Centrum Południe w Iraku
- styczeń-lipiec 2006 dowódca Wielonarodowej Dywizji-Centrum Południe w Iraku
- od 1 stycznia 2007 – Dowódca Wojsk Specjalnych
- od 5 listopada 2007 – dowódca 2 Korpusu Zmechanizowanego[6]
- Szef Sztabu – Zastępca Dowódcy Wojsk Lądowych[7]
- Dowódca Wojsk Lądowych p.o.[7]
- Dowódca Operacyjny Sił Zbrojnych (od 20 maja 2010 do 20 maja 2013)[8]
- Szef Inspektoratu Wsparcia Sił Zbrojnych w Bydgoszczy (od 15 sierpnia 2013 do 04 marca 2016)[a]

## Ordery i odznaczenia
- Krzyż Oficerski Orderu Odrodzenia Polski – 2006[9]
- Krzyż Kawalerski Orderu Odrodzenia Polski – 2004[10]
- Złoty Krzyż Zasługi – 2002[11]
- Wojskowy Krzyż Zasługi – nadanie 2011[12], dekoracja 2012[13]
- Gwiazda Iraku
- Złoty Medal „Siły Zbrojne w Służbie Ojczyzny”
- Srebrny Medal „Siły Zbrojne w Służbie Ojczyzny”
- Brązowy Medal „Siły Zbrojne w Służbie Ojczyzny”
- Złoty Medal „Za zasługi dla obronności kraju”
- Odznaka Instruktora Spadochronowego Wojsk Powietrznodesantowych I klasy
- Odznaka pamiątkowa Dowództwa Wojsk Lądowych (nr 604) – 2009
- Odznaka pamiątkowa 25 BKPow
- Odznaka pamiątkowa 2 KZ
- Odznaka pamiątkowa Dowództwa Operacyjnego Sił Zbrojnych
- Odznaka pamiątkowa IWsp SZ
- Odznaka honorowa „Husarz Polski” (nr 10) – 2005
- Kordzik Honorowy Sił Zbrojnych RP – 2014[14]
- Odznaka absolwenta Podyplomowego Studium Operacyjno-Strategicznego AON
- Medal „Zasłużony dla Wojsk Inżynieryjnych” – 2013[15][16]
- Medal „Za zasługi dla Stowarzyszenia Kombatantów Misji Pokojowych ONZ” – 2011[17]
- Krzyż „Pro Mari Nostro” (LMiR) – 2012[18][19]
- Medal Marszałka Województwa Kujawsko-Pomorskiego "Unitas Durat Palatinatus Cuiaviano-Pomeraniensis" – 2014[20]
- Medal Pamiątkowy Wielonarodowej Dywizji Centrum-Południe w Iraku
- Odznaka „Za wierną służbę pod sztandarami” – Bułgaria
- Medal Pamiątkowy 60. Rocznicy Zakończenia II Wojny Światowej – Słowacja
- Officer Legii Zasługi – Stany Zjednoczone
- Army Achievement Medal – Stany Zjednoczone
- Army Parachutist Badge (Master) – Stany Zjednoczone
- Odznaka / Wyróżnienie Ministerstwa Obrony Ukrainy – „Znak Honoru” – Ukraina
- Medal NATO za misję IFOR/SFOR (z okuciem „4”)
- Medal ONZ za misję UNDOF (z okuciem „3”)